# Ełk
Ełk (germană Lyck) este un oraș în Polonia.